# Combat

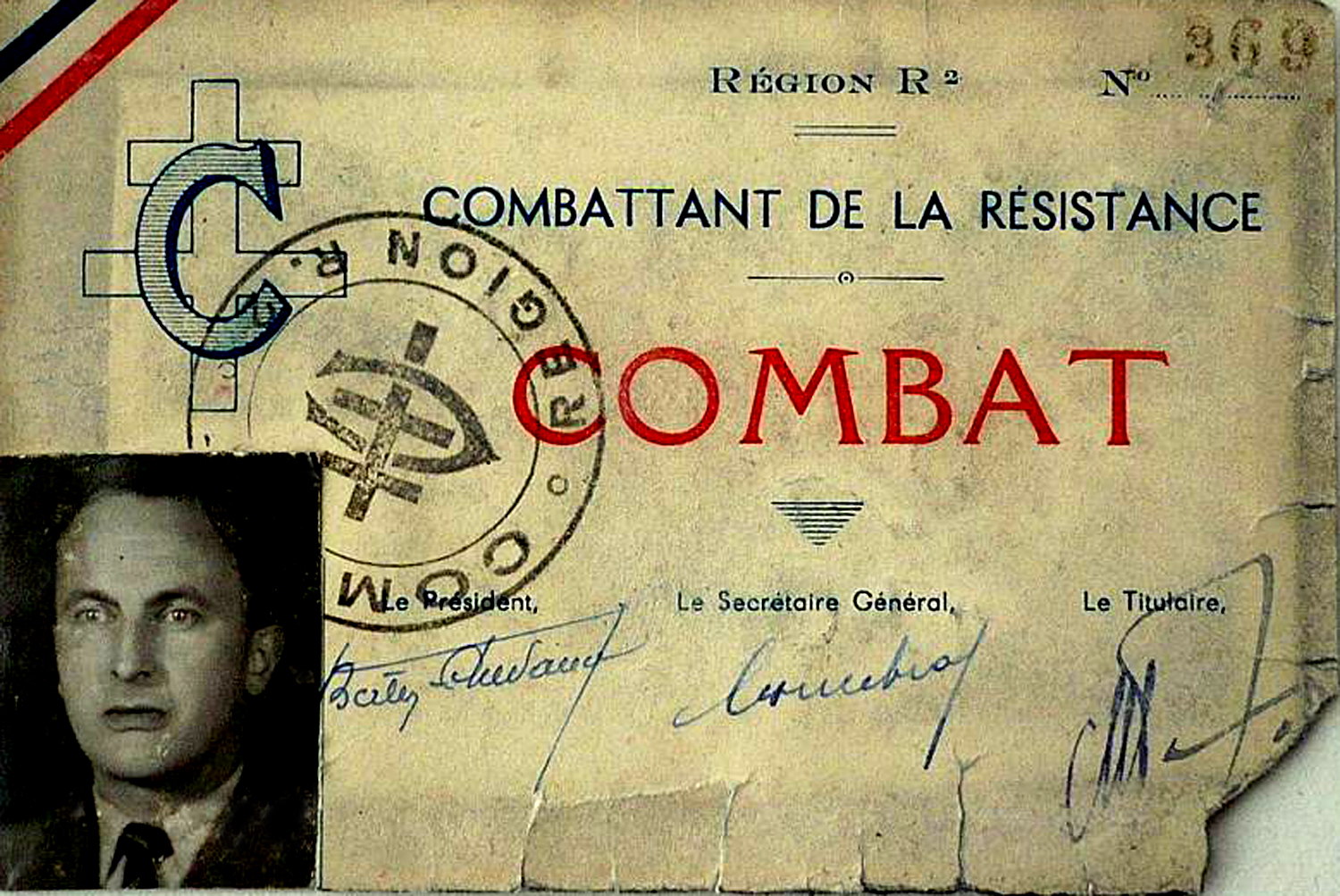
Karta identyfikacyjna Region bojowy R 2 Marsylia

Combat – francuska organizacja konspiracyjna z okresu II wojny światowej.
Organizacja o niejasnym profilu społeczno-politycznym, przez wielu zaliczana do kierunku konserwatywnego we francuskim ruchu oporu. Działała głównie w strefie południowej. 
Założona pod koniec 1941 z połączenia grup wydających pisma „Verités” (H.Frenay) i „Liberté”. Organizacja stworzyła zalążki podziemnej administracji, piony sabotżau kolejowego, akcji bezpośredniej, legalizacji i propagandy. Twórcą charakteru pisma był Albert Camus Czołową rolę obok Henriego Frenaya odegrali Georges Bidault, Claude Bourdet, François de Menthon, Pierre-Henri Teitgen. „Combat” próbował działać na północy Francji ale na początku 1942 tamtejsze odgałęzienia zostały rozbite.
Po potajemnej podróży do Londynu Frenaya „Combat” poparł de Gaulle'a, na przełomie 1942/43 „Combat” wszedł do Zjednoczonych Ruchów Oporu (MUR – Mouvements Unis de la Résistance).